# 杨柳青路
杨柳青路是中華人民共和國上海市普陀區曹杨新村的一條道路，南至金沙江路，北抵武寧路，全長1432米，道路名稱來自於天津市楊柳青鎮。道路修築於1982至1990年間。2020年被評為林蔭道。